# Oreste Margarucci
Oreste Margarucci (San Severino Marche, 3 agosto 1868 – Roma, 22 febbraio 1959) è stato un medico italiano.

## Biografia
Conseguita la laurea in Medicina nel 1893, divenne subito assistente alla clinica chirurgica di Roma. Nel 1894 entrò a fare parte della Croce Rossa: sarà ancora con la Croce Rossa che, nel 1908, comanderà il treno-ospedale per l'aiuto ai terremotati di Reggio Calabria. Accanto all'attività con la Croce Rossa che continuerà per tutta la sua vita, iniziò la sua regolare contribuzione a riviste medico-scientifiche come "Il Policlinico" e l'attività di libera docenza universitaria di chirurgia presso l'Università di Roma (dal 1897).
Nel 1904 divenne primario dell'ospedale della Consolazione a Roma, dove rimase fino al 1924.
Nel 1908 diresse il treno per il trasporto dei feriti dal terremoto.
Nel 1914 divenne primario chirurgo del Policlinico Umberto I, carica che mantenne fino al 1933.
Ufficiale medico durante la Prima Guerra Mondiale, nel 1917 venne chiamato a dirigere un ospedale chirurgico mobile al Celio e venne decorato nel 1917 dalla Croce Rossa, nominato cavaliere degli ordini di San Maurizio e Lazzaro e dell'Ordine di Malta e insignito della Legion d'Onore.
Mentre era in servizio all'Ospedale San Giacomo, diede i propri contributi nella fase di restauro alla struttura del periodo 1937-1938: più tardi, nel 1947, ne divenne Primario.
In seguito fu Primario Chirurgo degli Ospedali Riuniti (O.O.R.R.) di Roma.
Durante la Seconda Guerra Mondiale, fu primario in un ospedale gestito dalla Croce Rossa su Montemario.
Nel 1940 fu nominato a dirigere l'unità della Croce Rossa presso l'ospedale Regina Elena.
Nel 1943 fu insignito del titolo di conte con Regia Patente del 15 giugno 1943.

## Onorificenze

### Italiane
- Socio corrispondente della R. Accademia Medica di Roma.[12]
- Gli fu intitolata una via nella sua città natale.

### Estere
- Fu insignito di due medaglie d'oro dalla Royal College of Surgeons of England.[13]

## Pubblicazioni

### Monografie
- Oreste Margarucci, Complicazioni cerebrali consecutive a legatura della carotide comune sinistra, Roma, Tipografia Industria e Lavoro, 1903.
- Oreste Margarucci, Pneumotomie per bronchiectasie e per cisti idatica del polmone, 1903.
- Oreste Margarucci, Resezione dell'arteria iliaca esterna per emorragia secondaria, Tipografia Industria e Lavoro, 1903.

### Articoli
- Oreste Margarucci, La cura del laparocele inguinale, in Il Policlinico, Roma, 1900,  pp. 193-197.
- Oreste Margarucci, SURGICAL TREATMENT OF INTESTINAL TUBERCULOSIS, Il Policlinico, No. 4, 1898